# Atomaria fuscata
Atomaria fuscata là một loài bọ cánh cứng trong họ Cryptophagidae. Loài này được Schönherr miêu tả khoa học năm 1808.